# Anotia westwoodi
Anotia westwoodi är en insektsart som beskrevs av Fitch 1856. Anotia westwoodi ingår i släktet Anotia och familjen Derbidae. Inga underarter finns listade i Catalogue of Life.